# Рыжая дроздовая мухоловка
Рыжая дроздовая мухоловка (лат. Pseudorectes ferrugineus) — вид воробьиных птиц из семейства свистуновых. Выделяют пять подвидов. Распространены на Новой Гвинее, близлежащих островах и островах Ару.

## Описание
Рыжая дроздовая мухоловка достигает длины 25—28,5 см и массы от 77 до 110 г. Половой диморфизм не выражен. У взрослых особей номинативного подвида макушка, боковые части головы (ниже глаза) и верхняя часть тела коричневые с рыжеватым оттенком. Верхние кроющие перья хвоста рыжеватые. Маховые перья тёмно-коричневые, со светло-коричневой окантовкой. Верхние кроющие перья крыла коричневые с рыжеватым оттенком; хвост рыжеватый. Нижняя часть тела светло-рыжевато-бурая, горло бледнее. Радужная оболочка белая, беловато-бурая или соломенная. Клюв чёрный, ноги серые. Неполовозрелые особи похожи на взрослых, но радужная оболочка у них тёмная. Подвид P. f. leucorhynchus намного темнее номинанта, клюв серовато-белый; подвид P. f. fuscus похож на предыдущий, но темнее, особенно на верхней части тела; подвид P. f. brevipennis также темнее номинанта, но бледнее двух предыдущих, с чёрным клювом.

## Вокализация
Песня представляет собой громкое «wwít-oo», повторяемое несколько раз с возрастающей громкостью, и множество разнообразных фраз, часто повторяющихся, иногда увеличивающихся в громкости, например «whútí-whútí-whútí», «whútí-whútí-téów» и «wúhíé-whúhíé-how-how-how-how», а также булькающее «whí-hou-hou». Контактная позывка — низкий свистящий звук «phew» или «teuw», повторяемый несколько раз; сигнал тревоги — повторяющаяся, резкая, скрипучая нота.

## Места обитания и биология
Рыжая дроздовая мухоловка обитает в различных типах лесов (тропический лес, муссонные леса, галерейные леса, высокие вторичные леса), иногда на нарушенных участках и тиковых плантациях, прилегающих к опушке леса. Встречается на низменных и холмистых участках на высоте до 800 м над уровнем моря, локально до 1100 м.
Рыжая дроздовая мухоловка добывает корм в подлеске и кронах деревьев; поодиночке, парами или небольшими группами, иногда с другими видами птиц. Группа обычно довольно рассеяна, но члены группы поддерживают контакт между собой, постоянно перекликаясь. В состав рациона входят насекомые (включая личинок) и фрукты. Пищу собирает с поверхности листвы, коры и т.п., редко на земле.

### Размножение
Отдельные наблюдения за признаками размножения (например, строительство гнезда, спаривание, откладка яиц, кормление птенцов и др.) указывают на то, что рыжая дроздовая мухоловка размножается с конца сухого сезона до середины влажного сезона. Во время ухаживания один из партнеров предлагает пищу другому; тот, кто её получает, может принять позу просителя, опустив крылья и подрагивая хвостом. Гнездо представляет собой объёмную глубокую чашечку, сооружённую из тонких веток, древесных лиан, корешков, опавших листьев и другого растительного материала и выстланную тонкими стебельками и растительными волокнами. Внешний диаметр гнезда составляет около 12—13 см, внутренний диаметр — около 8 см. Гнездо размещается в вертикальной развилке дерева на высоте 1,5—3,5 м (обычно около 2 м) от земли. В кладке одно яйцо, размером 32,5—37 х 21,5—24,3 мм. Окраска скорлупы варьируется от бледно-голубого до розовато-фиолетового или от красновато-серого до розовато-коричневого цвета, с тёмными пурпурно-коричневыми, сероватыми и красными пятнами, главным образом вокруг тупого конца. Нет информации о периодах инкубации и оперения птенцов.

## Подвиды
Выделяют пять подвидов:
- Pseudorectes ferrugineus leucorhynchus (Gray, 1862) — острова Вайгео и Батанта
- Pseudorectes ferrugineus brevipennis (Hartert, 1896) — острова Ару
- Pseudorectes ferrugineus ferrugineus (Bonaparte, 1850) — острова Мисоол и Салавати; и от северо-запада до юга центральной части Новой Гвинеи
- Pseudorectes ferrugineus holerythrus (Salvadori, 1878) — остров Япен и север центральной части Новой Гвинеи
- Pseudorectes ferrugineus clarus (Meyer, 1894) — от северо-востока до юго-востока Новой Гвинеи